# Śródmieście (Inowrocław)
Śródmieście (Centrum) – piąte co do wielkości osiedle mieszkaniowo-usługowe Inowrocławia.

## Komunikacja
Centrum skomunikowane jest z większością inowrocławskich osiedli poprzez komunikację miejską (MPK). 
Miejskie Przedsiębiorstwo Komunikacyjne obsługuje Centrum poprzez linie:
- nr 21 – kierunek: Rąbin II – Piastowskie I (przez Nowe, Zdrojowe),
- nr 27 – kierunek: Rąbin II – Piastowskie II (przez Nowe, Zdrojowe),
- nr 4 – Dworzec PKP – Szymborze,

## Szkolnictwo
W śródmieściu znajduje się I Liceum Ogólnokształcące im. Jana Kasprowicza, filia Wyższej Szkoły Gospodarki w Bydgoszczy, Centrum kształcenia ustawicznego, Uniwersytet III Wieku, Technikum elektryczno-mechaniczne, Szkoła Rzemiosła oraz liczne przedszkola.
Ponadto w centrum znajduje się inowrocławska Szkoła muzyczna I i II st. im. Juliusza Zarębskiego.

## Gastronomia i hotelarstwo

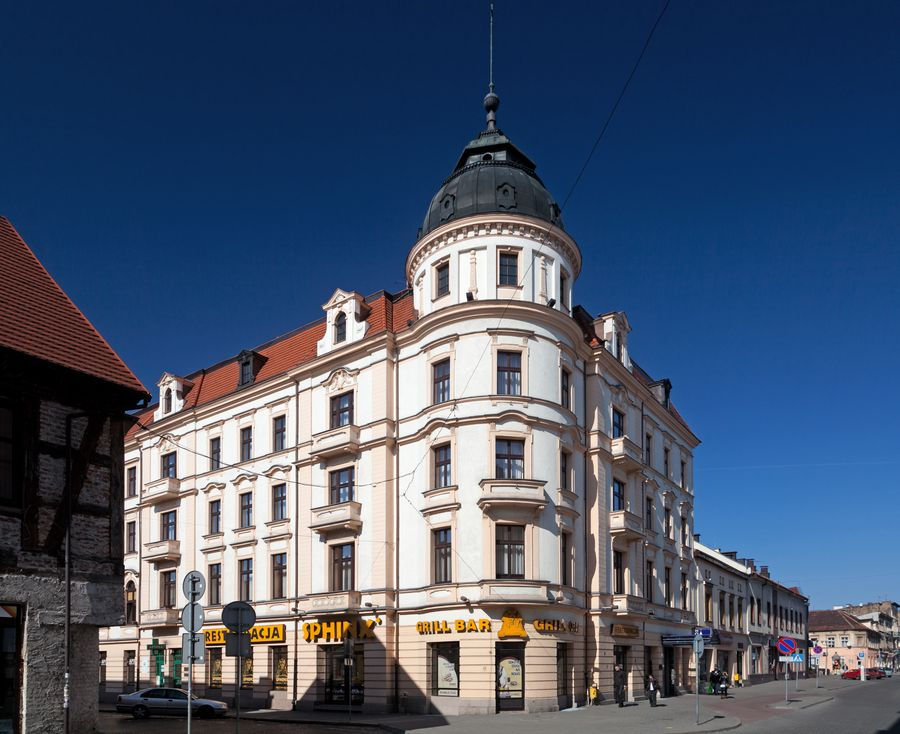
Hotel „Bast”

Centrum miasta na soli słynie z licznych punktów gastronomicznych, noclegowych i usługowych. Do dumy miasta i jego mieszkańców z pewnością należy czterogwiazdkowy hotel „Bast”, powstały w 2014 r. czterogwiazdkowy hotel „Focus” oraz hostel „Pod Lwem”, powstały w miejscu dawnej apteki „Pod Lwem”, którą w Inowrocławiu znał chyba każdy, a która zapisała się w historii miasta.
Ponadto w centrum znajduje się hotel i restauracja „Penelopa”, która, by poprawić zadowolenie gości, skorzystała z rad jednej z największych polskich autorytetów kulinarnych – Magdy Gessler. 

## Infrastruktura
W śródmieściu znajdują się punkty zegarmistrzowskie, złotnicze, mini centrum handlowe przy ulicy A. Laubitza oraz liczne sklepy odzieżowe czy obuwnicze.
Przy ulicy św. Królowej Jadwigi, patronki Inowrocławia, znajduje się kujawskie centrum bankowe banku PKO S.A. oraz centra biznesowe. Przy ulicy Toruńskiej swoją siedzibę ma Powiatowy Komisariat Policji.
W Centrum znajduje się inowrocławska fara pw. św. Mikołaja oraz przy ulicy Tadeusza Kościuszki poewangelicki kościół pw. św. Krzyża. W Śródmieściu znajduje się także Sala Królestwa Świadków Jehowy oraz lokalny oddział wyznawców Hare Kriszna.

## Historia
Śródmieście stanowiło w średniowieczu praktycznie cały obszar ówczesnego Inowrocławia (łac. Novo Wladislav), otoczonego fosą i solidnymi murami. W okolicach dzisiejszej ulicy 6 Stycznia znajdował się zamek książęcy, na którym najprawdopodobniej przyszedł na świat Król Polski Władysław Łokietek. Naprzeciwko zamku (w okolicach dzisiejszego teatru miejskiego) znajdował się klasztor Ojców Franciszkanów. Miasto stanowiło potężny ośrodek handlowy i militarny. W okresie Jego największej świetności znajdowało się tu biskupstwo inowrocławskie, a miasto oglądało oblicza chociażby Napoleona Bonaparte, Świętej Królowej Jadwigi czy Króla Polski Władysława Jagiełły. Z czasem miasto traciło na świetności, co poskutkowało spadkiem do roli małego, prowincjonalnego miasteczka. W okresie zaborów i okupacji niemieckiej miasto nosiło nazwę Hohensalza bądź czasem Inowrazlaw.